# Raïon
Pour les articles homonymes, voir Rayon.

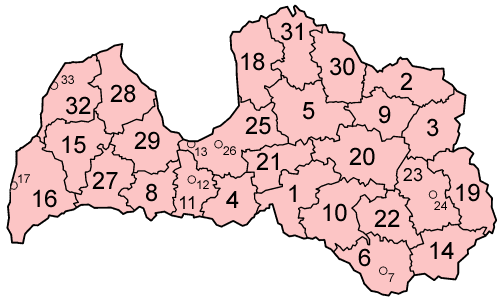
Les raïons de Lettonie

Un raïon ou raion est le terme utilisé dans plusieurs États de l'ancien bloc communiste pour désigner deux types de subdivisions administratives : une subdivision territoriale ou une subdivision de ville. Le terme provient du mot français « rayon » pris dans le sens géométrique à partir du chef-lieu.

## Définition
Le raïon est une subdivision territoriale en Azerbaïdjan, en Biélorussie, en Géorgie, en Lettonie, en Moldavie, en Russie, en Ukraine, en Bulgarie et dans certains autres pays de l'ex-Union soviétique. En tant que subdivision administrative, le terme est introduit par la réforme de l'administration soviétique de 1923-1929, qui transforme en grande partie les volosts et les ouïezds de l'Empire russe en « raïons », puis exporte ce système dans les pays annexés en 1940-1945 et dans les États satellites du bloc de l'Est. La subdivision en raïons reste largement en place après la dislocation de l'URSS, et est même remise en place dans certains pays — comme la Moldavie, où elle est réintroduite par le gouvernement à dominance communiste élu en 2001, après avoir été réformée en 1998 par le gouvernement pro-européen précédent.
Un raïon est généralement une subdivision de deuxième niveau. Il peut s'agir de la subdivision :
- d'une oblast (voblast), en Biélorussie ;
- d'une oblast, d'un kraï, d'une république autonome, d'un district autonome ou d'une grande ville, en Russie ;
- d'une petite ex-république soviétique (RSS), ou d'une oblast, kraï, république ou grande ville d'une grande ex-république soviétique ;
- d'une oblast, d'une grande ville, ou de la Crimée, en Ukraine.

Théoriquement, les raïons soviétiques étaient censés avoir un certain degré d'autonomie, sous la forme d'un conseil du district (raïssoviet) élu par le peuple, ou d'un chef de l'administration locale, soit élu, soit nommé. Dans la pratique, c'est le parti unique qui présentait ses « candidats », que les « électeurs » devaient élire à la quasi-unanimité. Ce type de pratique a disparu depuis 1989 dans certains pays comme la Bulgarie, mais continue dans d'autres comme la Biélorussie.

## Traduction du terme russeрайонen français
Il n'existe pas de traduction universellement admise du mot « raïon » en français. On trouve parfois « arrondissement », plus souvent « district », parfois « comté » (surtout dans les traductions depuis l'anglais utilisant county pour le raïon) voire « cercle » (dans des traductions depuis l'allemand utilisant Kreis pour le raïon). Ce flou entretient la confusion pour trois raisons :
- aucune de ces traductions ne correspond exactement à ce qu'est l'unité administrative nommée « raïon » dans le pays considéré ;
- le mot район est généralement appliqué à deux types d'unités administratives en Russie :
  1. Un район représente un arrondissement d'une grande ville (Moscou, Saint-Pétersbourg, Nijni Novgorod et beaucoup d'autres),
  2. Un район représente également une subdivision territoriale, un territoire autour d'une ville ou d'un grand village, considéré comme районный центр (raïonny tsentr, centre de raïon) ;
- le mot « district » est appliqué surtout pour traduire la notion de федеральный округ (district fédéral), introduite par Vladimir Poutine, qui est beaucoup plus vaste qu'un raïon.

C'est pourquoi il est préférable d'utiliser simplement raïon ou raion, le nom local dans son sens local.

## Raïons dans la fédération de Russie
Dans la fédération de Russie, la trame administrative n'a pas été modifiée, mais la terminologie a changé pour refléter des spécificités locales, comme :
- en république de Sakha (l'ancienne Iakoutie), avec les oulous (улус) ;
- en république de Touva, avec les kojuun (кожуун).

## Raïons en Ukraine
De jure, l'Ukraine comptait, jusqu'en juillet 2020, 490 raïons répartis entre 24 oblasts et la Crimée. Leur nombre variait par oblast entre 11 et 20. 
La superficie moyenne des raïons ukrainiens était de 1 200 km2. Leur population moyenne était de 52 000 habitants.
Depuis le 17 juillet 2020, l'Ukraine compte 136 raïons. 
De facto, le pays ne les contrôle pas tous : une grande partie de ceux du Sud et de l'Est de l'Ukraine — notamment de la république autonome de Crimée et du Donbass — échappent au gouvernement de Kiev et sont sous le contrôle des forces russes ou pro-russes locales.

## Raïons de Moldavie
De jure, la Moldavie est divisée en 40 raïons de mêmes dimensions que ceux d'Ukraine, et cinq municipalités. De facto le gouvernement moldave en contrôle 32 et demi et les sécessionnistes pro-russes 4 et demi. En Moldavie, le mot raion (officiel) est d'origine russe : ses équivalents (non-officiels, signifiant « cercle ») sont ocol en moldave et dolay en gagaouze.

## Raïons de Bulgarie
Eurostat subdivise la Bulgarie en deux très grands raïons, qui correspondent dans ce pays au premier niveau de la nomenclature des unités territoriales statistiques : Bulgarie du Nord-Est (Severina i Istochna Bulgaria) et Bulgarie du Sud-Ouest et du Centre-Sud (Yougozapadna i Youjna Tsentralna Bulgaria).

## Raïons de Géorgie
Les régions de Géorgie sont subdivisées en districts, dénommés raïoni (en géorgien : რაიონი), pour les républiques autonomes (Abkhazie, Adjarie) et pour Tbilissi ; ils sont dénommés mounitsipalitéti (en géorgien : მუნიციპალიტეტი) pour les régions administratives.